# Anders Svela
Anders Bernhard Svela (Sandnes, 11 settembre 1939 – 7 settembre 2010) è stato un allenatore di calcio e calciatore norvegese, di ruolo difensore.

## Carriera

### Giocatore

#### Club
Svela giocò con la maglia del Frigg dal 1962 al 1967.

#### Nazionale
Disputò una partita per la Norvegia. Il 21 giugno 1962, infatti, fu titolare nella sconfitta per 0-2 contro la Svezia.

### Allenatore
Fu tecnico dello Ålgård dal 1974 al 1976. Dal 1979 al 1980, ricoprì il medesimo incarico all'Egersund.